# 14366 Wilhelmraabe
14366 Wilhelmraabe eller 1988 RX3 är en asteroid i huvudbältet som upptäcktes den 8 september 1988 av den tyska astronomen Freimut Börngen vid Tautenburg-observatoriet. Den är uppkallad efter författaren Wilhelm Raabe.
Asteroiden har en diameter på ungefär 7 kilometer och den tillhör asteroidgruppen Hoffmeister.